# Лин Ериксън
Лин Ериксън (на английски: Lynn Erickson) е общ псевдоним на американските писателки Моли Суонтън (на английски: Molly Swanton) и Карла Пелтонен (на английски: Carla Peltonen), които са авторки на бестселъри в жанра исторически романс, паранормален романс и романтичен трилър.

## Обща биография и творчество
В края на 60-те двете писателки се срещат в Аспън в ресторанта „Червен лук“, който е в стил на старите „West saloon“. И двете са млади булки завърнали се от сватбените си пътешествия по света. И двете обичат да четат романси, и двете искат да направят нещо в живота си. Решават, че могат да напишат съвместни романи и към края на 70-те вече са готови с първите два. Намират си агент, чиито начални думи към тях са: „Ръкописът има недостатъци, но...“.
Публикуват първият си роман „Sweet Nemesis“ през 1980 г. под псевдонима Лин Ериксън, съставен като комбинация от имената на съпрузите им. Първите им книги са исторически романси, пълни с кръв и убийства, но след това се насочват към съвременния романтичен дамски съспенс. В тях те влагат много от историята на Колорадо и родния си град, великолепните планини и легендарната конна езда. Правят много проучвания преди съставянето на произведенията си и както казват те – „Хората обичат да говорят, когато им кажем, че правим проучване за роман.“
Редовно участват в организацията на известния ежегоден музикален фестивал в Аспън и съпътствуващите го изложби на картини, скулптури, керамика и произведения на индианското племе Навахо.

## Моли Суонтън
Моли Бътлър Суонтън е родена на 12 септември 1946 г. в Пенсилвания, САЩ. Учи в девическото училище „Агнес Ъруин“ в Роузмонт.
Омъжена е за Тери Лин Суонтън от 1966 г. Има дъщеря и доведен син. Живее със семейството си през лятото в Аспън, Колорадо, и през зимата в Мъртъл Бийч, Южна Каролина.

## Карла Пелтонен
Карла Фрийдънбърг Пелтонен е родена на 22 януари 1943 г. в Бъфало, Ню Йорк, САЩ. Дъщеря на авиационния инженер Джером и Леона Фрийдънбърг. Завършва през 1964 г. Университета на Рочестър, Ню Йорк. Работи като учителка преди да започне да пише романи.
През 1969 г. се заселва със съпруга си Ерик Пелтонен в Аспън. С него имат две деца. Обича ските и конната езда.

## Произведения

### Самостоятелни романи
- Sweet Nemesis (1980)
- The Silver Kiss (1981)
- A Woman of San Francisco (1982)
- High Country Pride (1982)
- Snowbird (1984)
- Dawnfire (1984)
- Lilacs (1985)
- The Faces of Dawn (1985)
- Some Distant Shore (1985)
- A Chance Worth Taking (1985)
- Stormswept (1986)
- Arena of Fear (1986)
- A Dangerous Sentiment (1986)
- Tangled Dreams (1987)
- A Perfect Gem (1987)
- Fool's Gold (1988)
- Firecloud (1988)
- Shadow on the Sun (1989)
- In from the Cold (1989)
- Отвъд залеза, West of the Sun (1990)
- The Northern Light (1991)
- Silver Lady (1991)
- A Wing and a Prayer (1992)
- Paradox (1993)
- Огнена стихия, Wildfire (1993)
- Dancing in the Dark (1994)
- По ирония на съдбата, Laurel and the Lawman (1994)
- Out of the Darkness (1994)
- Apache Springs (1995)
- Аспен, Aspen (1995)
- Night whispers (1996)
- Upon a Midnight Clear (1997)
- The Eleventh Hour (1998)
- The Ripple Effect (1999)
- Searching for Sarah (1999)
- The Ranger and the Widow (2000)
- По тънък лед, On Thin Ice (2000)
- Fugitive Mom (2001)
- The Agent (2002)
- On the Edge (2002)
- In the Cold (2003)
- Without a Trace (2003)
- After Hours (2004)
- Husband and Lover (2004)

### Участие в общи серии с други писатели

#### Серия „Назад във времето“ (Timetwist)
- The Last Buccaneer (1993)

от серията има още 4 романа от различни автори

#### Серия „Девет месеца по-късно“ (Nine Months Later)
- The Baby Contract (1996)

от серията има още 63 романа от различни автори

#### Серия „Разчитай на ченге“ (Count on a Cop)
3. Child of Mine (1998)
от серията има още 46 романа от различни автори

#### Серия „Сърцето на Запада“ (Heart of the West)
- Courting Callie (1999)

от серията има още 14 романа от различни автори

### Сборници новели
- Thieves, Spies, and Other Lovers (1995) – с участието на Даун Карол и Ан Стюарт